# American Girls 3
Série American Girls
American Girls 2
(2004) La Guerre des blondes
(2007)
Pour plus de détails, voir Fiche technique et Distribution.
American Girls 3, ou Le Tout pour le tout : Une fois pour toutes au Québec, (Bring It On: All or Nothing) est un film américain réalisé par Steve Rash sorti en 2006.

## Synopsis
Britney Allen, étudiante la plus populaire du lycée de Pacific Vista quitte son lycée huppé pour un plus modeste à Crenshaw Heights. Sa vie idyllique se transforme alors rapidement en cauchemar : elle ne s'entend pas du tout avec les autres étudiants, et particulièrement avec la meneuse des pom-pom girls. Toutefois, Britney est malgré tout rapidement acceptée dans le groupe. 
Son école doit alors affronter l'équipe de pom-pom girls de son ancien lycée lors d'une compétition locale pour déterminer quelle équipe sera dans le prochain clip de Rihanna...

## Fiche technique
- Titre français : American Girls 3
- Titre québécois : Le Tout pour le tout : Une fois pour toutes
- Titre original : Bring It On: All Or Nothing
- Réalisateur : Steve Rash
- Scénario : Alyson Fouse
- Musique : Transcenders (en)
- Pays de production :  États-Unis
- Société de production : Beacon Pictures
- Genre : comédie
- Producteur : Universal
- Durée : 99 minutes
- Date de sortie : 8 août 2006

## Distribution
- Hayden Panettiere (VF : Edwige Lemoine) : Britney Allen
- Solange Knowles : Camille
- Gus Carr : Jesse
- Marcy Rylan (VF : Jessica Barrier) : Winnie
- Cindy Chiu (pl) : Ambre
- Giovonnie Samuels (en) : Kirresha
- Francia Raisa : Leti
- Gary LeRoi Gray (en) : Tyson
- Danielle Savre : Brianna
- Rihanna : Elle-même
- Jessie Fife (VF: Lola Aumont) : Sierra
- Jake McDorman (VF : Donald Reignoux) : Brad Warner

Source et légende: RS Doublage

## Saga American Girls
- 2000 : American Girls, de Peyton Reed
- 2004 : American Girls 2, de Damon Santostefano
- 2007 : American Girls 4 : La Guerre des blondes, de Steve Rash
- 2009 : American Girls 5 : Que La meilleure gagne, de Bille Woodruff
- 2017 : American Girls 6 : Confrontation mondiale, de Robert Adetuyi (en)
- 2022 : American Girls 7, de Karen Lam